# 国広陽子
国広 陽子（くにひろ ようこ、1948年 - ）は、日本の社会学者。武蔵大学名誉教授。

## 略歴
1970年慶應義塾大学経済学部卒業。NHK勤務の後、フリーライターを経て、1991年横浜市立大学大学院経済学研究科修士課程修了。1994年慶應義塾大学大学院社会学研究科博士課程単位取得退学。1997年慶應義塾大学より博士（社会学）の学位を取得。
1998年武蔵大学社会学部助教授、教授、2009年名誉教授。同年東京女子大学現代教養学部教授、2016年退職。

## 著書

### 単著
- 『主婦とジェンダー』（尚学社、2001年）

### 共著
- （矢沢澄子、天童睦子）『都市環境と子育て』（勁草書房、2003年）
- （大山七穂）『地域社会における女性と政治』（東海大学出版会、2010年）

### 編著
- （萩原滋）『テレビと外国イメージ』（勁草書房、2004年）
- （東京女子大学女性学研究所）『メディアとジェンダー』（勁草書房、2012年）

### 分担執筆
- （林香里、谷岡理香）『テレビ報道職のワーク・ライフ・アンバランス』（大月書店、2013年）